# فاتنة (قبعة)
الفاتنة هي عمرة رسمية، وهي نمط من القبعات. منذ التسعينيات، يشير المصطلح إلى نوع من العمرات الرسمية التي ترتدى كبديل للقبعة؛ عادة ما تكون تصميماً زخرفياً كبيراً مرتبطاً بشريط أو مشبك. على عكس القبعة، فإن وظيفتها تزيينية بحتة: فهي تغطي القليل جداً من الرأس، وتوفر حماية قليلة أو معدومة من الطقس. الشكل الوسطي، الذي يشتمل على قاعدة أكثر جوهرية لتشبه القبعة، يسمى أحياناً القابعة.

## التاريخ

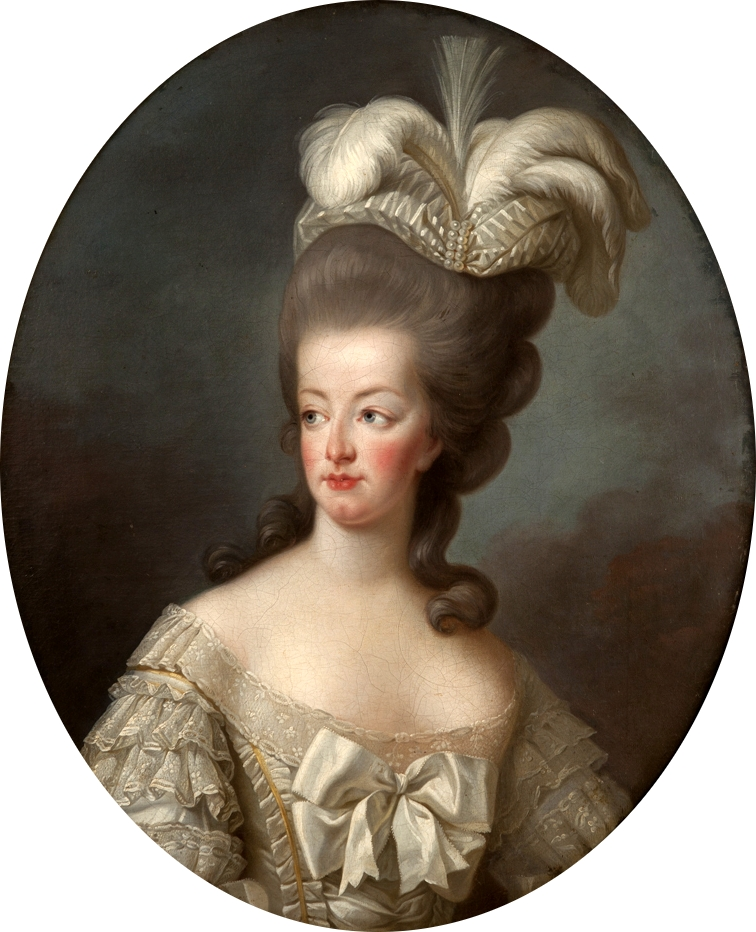
ماري أنطوانيت مرتدية عمرة مُرَيّشة.

### العمرات المزخرفة في الزمن القديم
كان من المعتاد أن ترتدي النساء المسيحيات في أوروبا نوعاً من العمرات.

## معرض صور

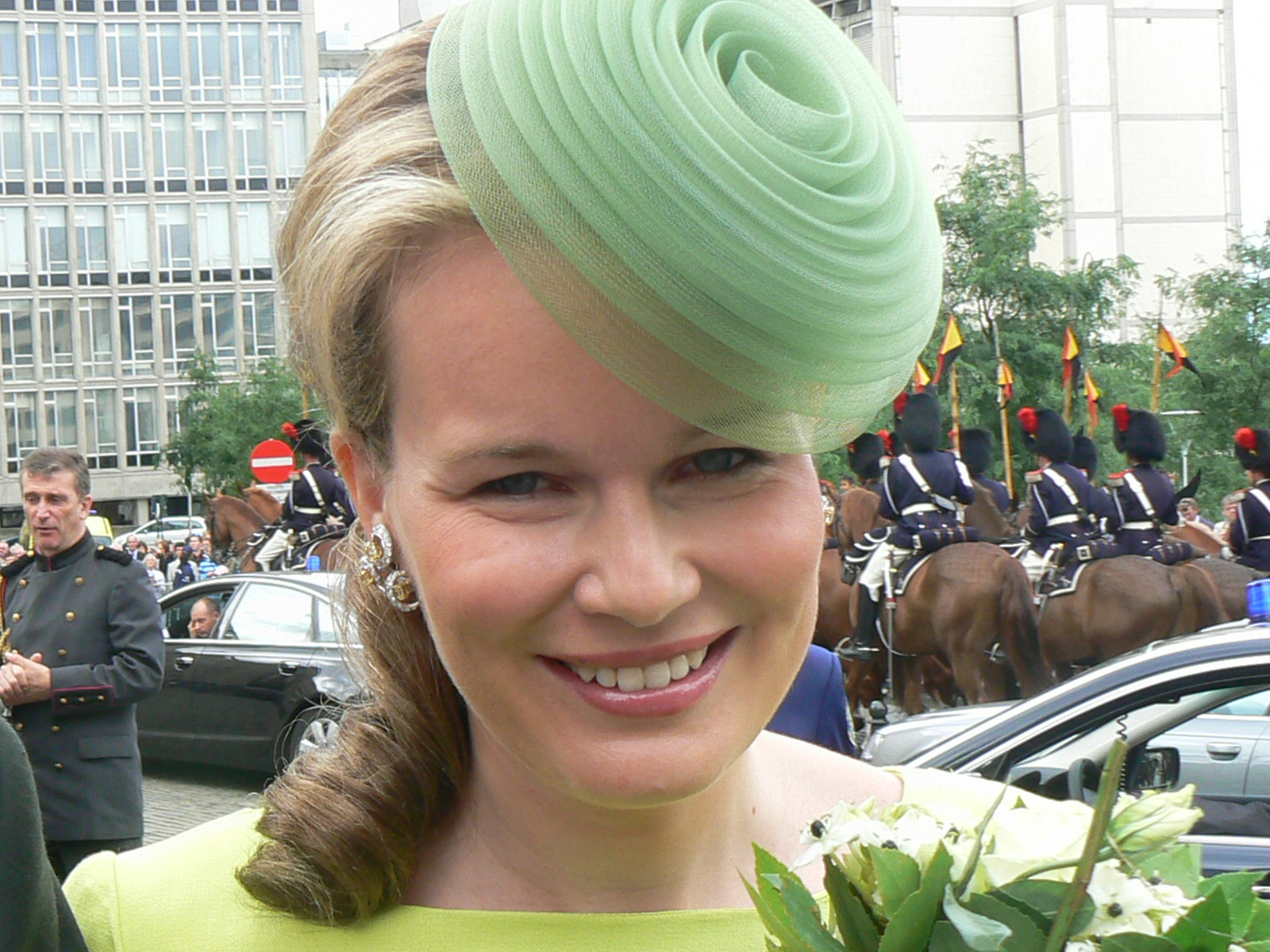
الملكة ماتيلد البلجيكية مرتدية فاتنة بلون أخضر فاتح.
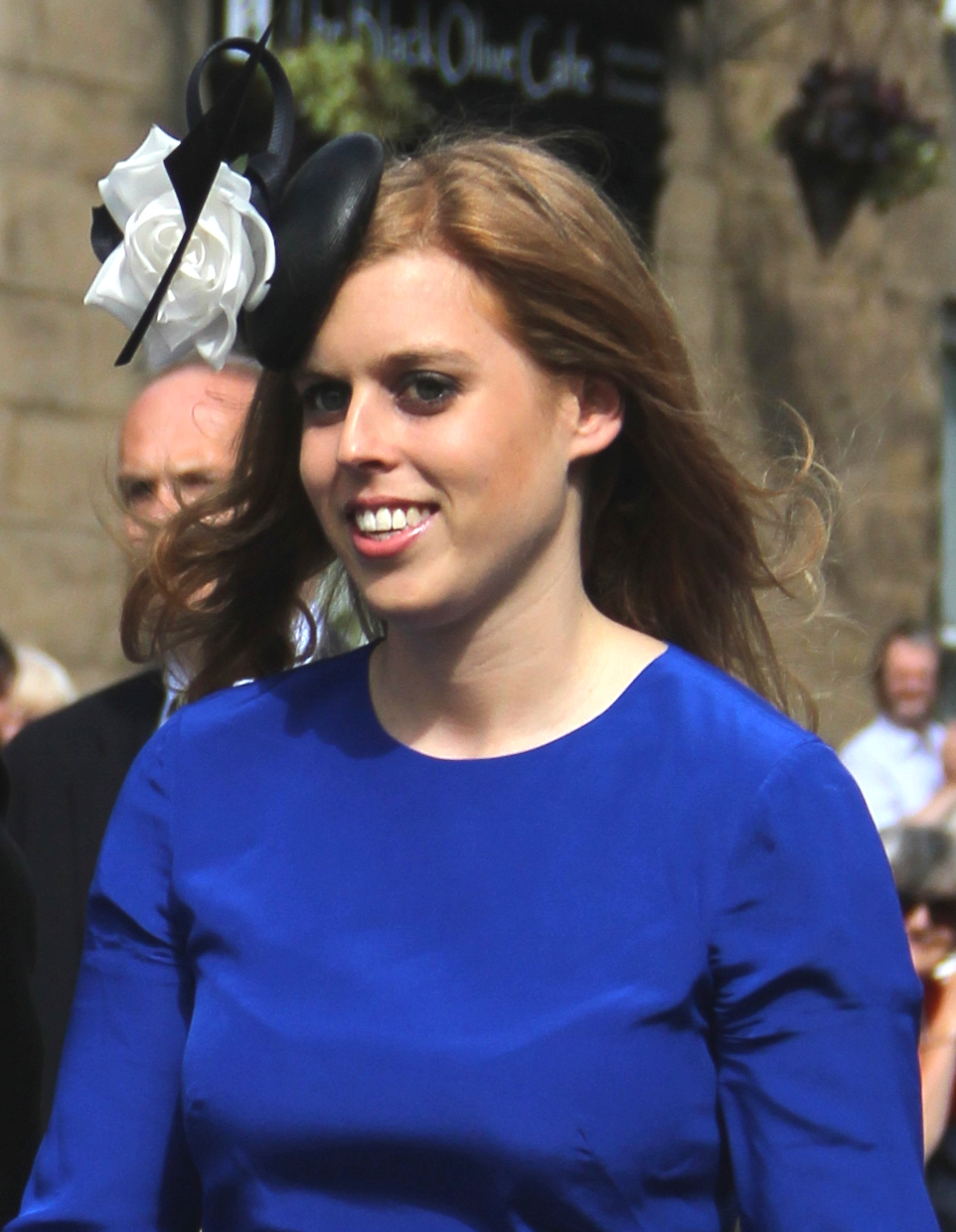
الأميرة بياتريس اليوركية مرتدية فاتنة بيضاء وسوداء.

## روابط خارجية
- "Fascinator: history of a hair accessory". V is for Vintage. 30 أغسطس 2012. مؤرشف من الأصل في 2020-11-27. اطلع عليه بتاريخ 2020-07-23.